# ملت توانا و پیروز
ملت توانا و پیروز (به هانگول: 강성대국) یک شعار سیاسی است که بیان‌کننده سیاست دومین رهبر عالی جمهوری دموکراتیک خلق کره، کیم جونگ ایل می‌باشد. کیم جونگ ایل استدلال کرد که سیاست تفوق نظامی سونگون برای تبدیل کره شمالی به یک «ملت توانا و پیروز» ضروری است. وی همچنین استدلال کرد که چنین هدف عظیمی تنها با تقویت تعهد کشور به اصول اصلی جوچه در حوزه‌های ایدئولوژی، سیاسی، اقتصادی و دفاعی قابل دستیابی است.
پس از مرگ کیم جونگ ایل در ۱۷ دسامبر ۲۰۱۱، پسر و جانشین وی کیم جونگ اون شعار را تغییر داد تا مفاهیم جدیدی را در گفتمان ایدئولوژیک کره شمالی وارد کند. کیم جونگ اون بعدها در سال ۲۰۱۲، صدمین سالگرد تولد کیم ایل سونگ را به‌عنوان «سال ملت توانا و پیروز» اعلام کرد.

## منشأ
به‌طور رسمی، اصطلاح «ملت توانا و پیروز» برای اولین بار توسط سرمقاله رودونگ سینمون، روزنامه حزب کارگران کره در ۲۲ اوت ۱۹۹۸  پدیدار شد. این مقاله به دنبال انتشار سرمقاله دیگری در ۹ سپتامبر ۱۹۹۸ که پنجاهمین سالگرد تاسیس کره شمالی را جشن می‌گرفت، به‌شدت در بین مردم کره شمالی تبلیغ شد.
با این حال، وزارت اتحاد کره جنوبی خاطرنشان می‌کند که این اصطلاح قبل از انتشار سرمقاله اوت استفاده شده‌است. اولین استفاده ثبت‌شده آن در ۸ آوریل ۱۹۹۸ در یک بخش خبری توسط شبکه دولتی کمیته پخش مرکزی کره شمالی بود. کیم جونگ ایل در فوریه ۱۹۹۸ در استان چاگانگ اظهار کرد: وقتی روح کانگسون و روح انقلابی کانگی به وجود آید، سرزمین پدری به ملتی توانا و پیروز تبدیل خواهد شد و قدرت خود را در سراسر جهان اعمال خواهد کرد.